# ألد جونز
ألد جونز (بالإنجليزية: Aled Jones) هو مقدم تلفزيوني ومغني ومغني أوبرا بريطاني، ولد في 29 ديسمبر 1970 في بانغور في المملكة المتحدة.

## وصلات خارجية
- الموقع الرسمي
- ألد جونز على موقع IMDb (الإنجليزية)
- ألد جونز على موقع ميوزك برينز (الإنجليزية)
- ألد جونز على موقع أول ميوزيك (الإنجليزية)
- ألد جونز على موقع ديسكوغز (الإنجليزية)
- ألد جونز على موقع قاعدة بيانات الفيلم (الإنجليزية)